# Lilli Gruber
Pour les articles homonymes, voir Gruber.
Dietlinde Gruber dite Lilli Gruber, née le 19 avril 1957 à Bolzano, est une journaliste et femme politique italienne, membre du Parti démocrate (PD).
Après avoir présenté pendant des années le TG1, le journal télévisé de 20 heures de la première chaîne italienne Rai 1, Lilli Gruber a siégé au Parlement européen de 2004 à septembre 2008, quand elle en a démissionné pour reprendre son activité journalistique. Elle conduit le programme quotidien Otto e mezzo sur la chaîne italienne LA7. 

## Biographie

### Études
Fille du chef d'entreprise de langue allemande Alfred Gruber, Lilli grandit à Egna/Neumarkt, dans la province de Bolzano et fait des études de langues et littératures étrangères à Venise. 

### Journaliste

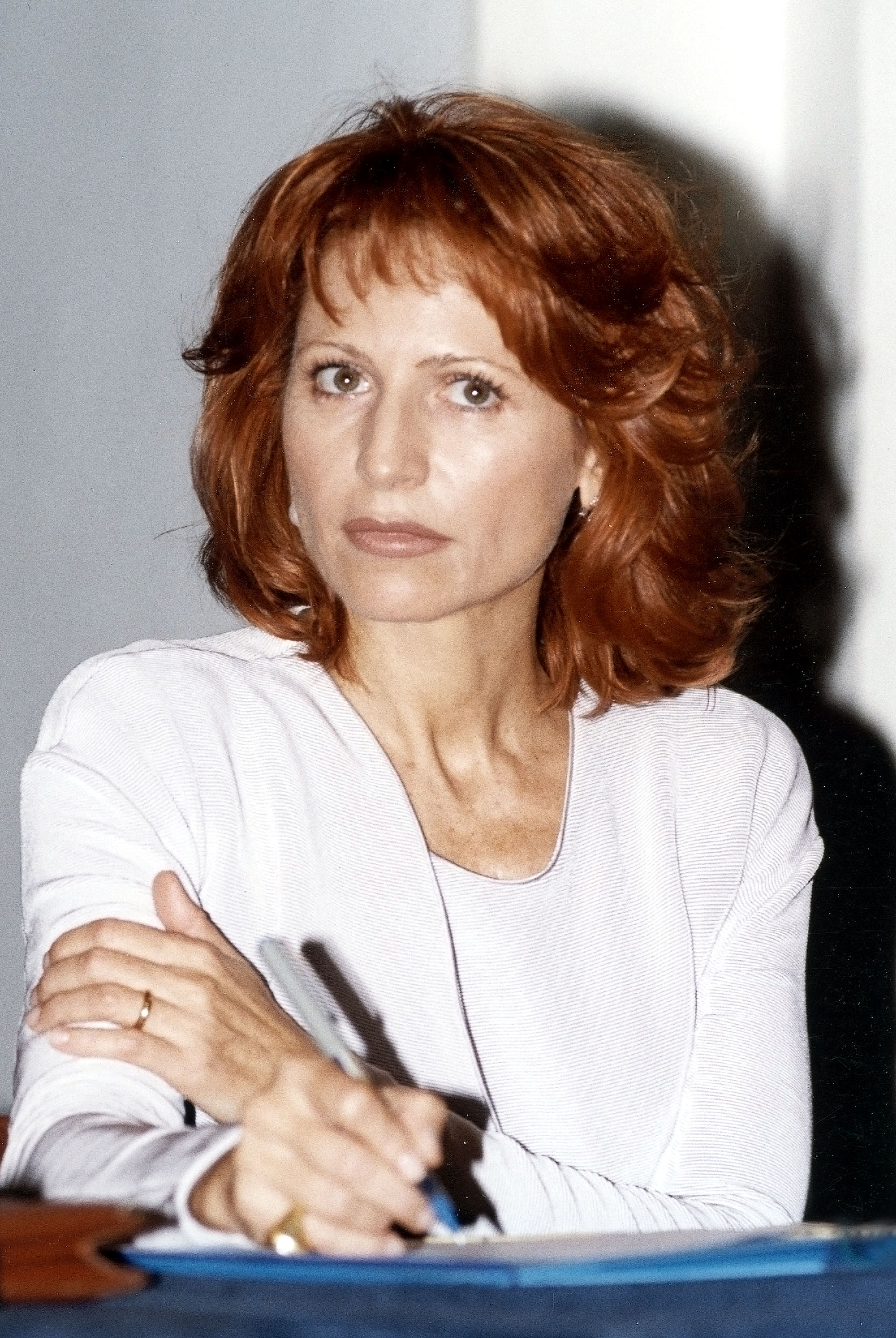

C'est à Bolzano/Bozen, sur la chaîne locale Telebolzano, puis à la rédaction régionale de langue allemande puis de langue italienne de la RAI qu'elle commence sa carrière de journaliste. Puis Antonio Ghirelli (it), directeur du journal télévisé de la deuxième chaîne de la RAI, le TG2, la repère pour venir s'occuper de politique étrangère. De 1990 à 2004, elle présente le TG1, le journal télévisé de 20 heures de la Rai 1, le plus suivi, et devient l'un des visages les plus connus d'Italie. Pour le TG1, elle suit la chute du Mur de Berlin et la guerre d'Irak. Après une parenthèse de quatre ans, entre 2004 et 2008, comme députée européenne pour le parti de centre-gauche l'Olivier, elle reprend le chemin du journalisme en dirigeant l'émission politique Otto e mezzo sur LA7.
Lilli Gruber a présenté l'émission FocusTV pour la chaîne privée allemande ProSieben, en partenariat avec l'hebdomadaire Focus.

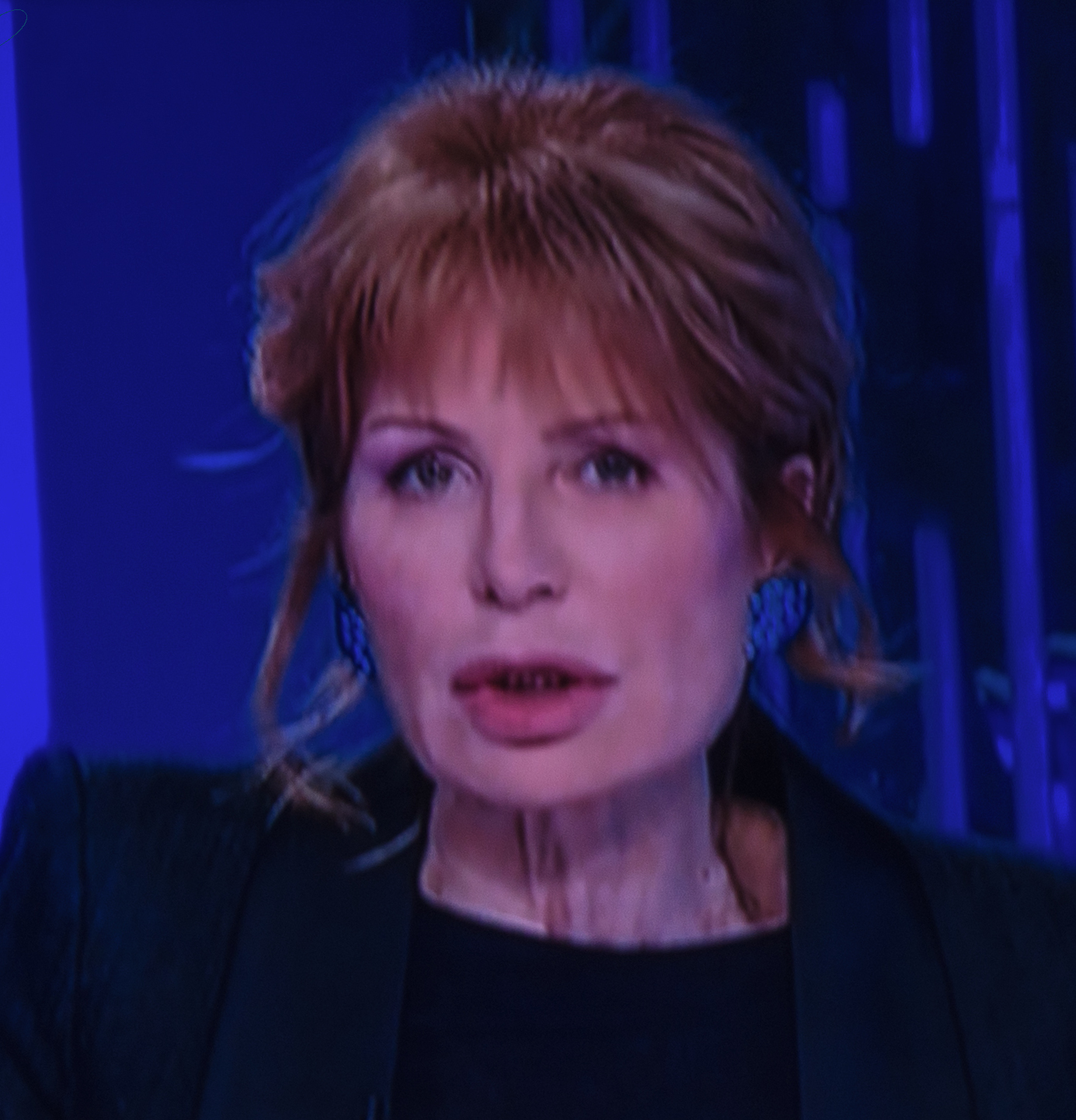
Lilli Gruber en 2015.

Elle écrit occasionnellement pour les quotidiens italiens La Stampa et le Corriere della Sera.

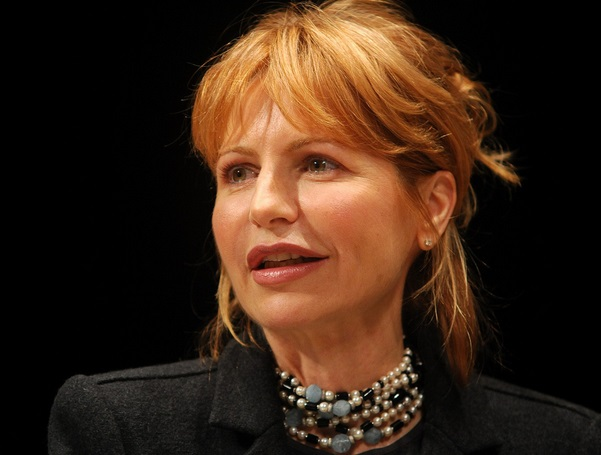

Elle a participé au Groupe Bilderberg en 2013, 2014, 2015, 2016 et 2017,,,,,,.

### Activité politique
Critique sur la gestion de la RAI à l'époque du gouvernement de centre-droit de Silvio Berlusconi, elle décide, en 2004, de quitter le service public pour se présenter aux élections européennes sur les listes de l'Olivier dirigée par Romano Prodi. Élue avec plus d'un million de votes pour sa personne, elle siège dans les rangs du Parti socialiste européen. 
Elle a été présidente de la Délégation pour les relations avec les pays du Golfe et membre de la Commission pour les libertés civiles, la justice, et les affaires intérieures et de la Délégation pour les relations avec l'Iran.
Elle démissionne du Parlement européen en septembre 2008 pour revenir au journalisme.

## Ouvrages
- Quei giorni a Berlino, Turin, Nuova Eri - edizioni RAI, 1990
- I miei Giorni a Baghdad, Milan, Rizzoli, 2003
- L'altro Islam - Un viaggio nella terra degli sciiti, Milan, Rizzoli, 2004
- Chador - Nel cuore diviso dell'Iran, Milan, Rizzoli, 2005
- America anno zero - Viaggio in una nazione in guerra con se stessa, Milan, Rizzoli, 2006
- Figlie dell'Islam, Milan, Rizzoli, 2007
- Streghe, Milan, Rizzoli, 2008
- Ritorno a Berlino, Milan, Rizzoli, 2009
- Eredità. Una storia della mia famiglia tra l'impero e il fascismo, Milan, Rizzoli, 2012,  (ISBN 978-88-17-04537-7)
- Tempesta, Milan, Rizzoli, 2014,  (ISBN 978-88-17-07567-1)
- Prigionieri dell'Islam. Terrorismo, migrazioni, integrazione: il triangolo che cambia la nostra vita, Milan, Rizzoli, 2016,  (ISBN 978-88-17-08854-1)
- Basta!, Milan, Solferino, 2019,  (ISBN 9788828203780)